# Termoliză
Termoliza (câteodată denumită și descompunere termică) este fenomenul de descompunere a moleculelor sub acțiunea căldurii. Temperatura de descompunere a unei substanțe este acea temperatură la care aceasta se descompune.

## Exemple
- Carbonatul de calciu se descompune termic, prin încălzire la temperaturi ridicate, în oxid de calciu și dioxid de carbon. Ecuația reacției chimice este:

CaCO3 → CaO + CO2
Reacția este folositoare pentru obținerea de var nestins, un produs important la nivel industrial.
- Apa oxigenată se poate descompune termic la 400 grade Celsius în apă și oxigen:[2] Intermediar de reacție e radicalul hidroxil.

2H2O2  → 2H2O + O2
- Apa se poate termoliza prin trecerea vaporilor de apă pe fierul încălzit până la roșu, experiment realizat prima dată de Lavoisier[3]. Procesul începe spre 750 ° C și este total spre 3 000 ° C. Reacția produce oxigen și hidrogen. Aburul este disociat direct în oxigen și hidrogen deasupra temperaturii de 1700 ° C[4]